# Elitesoldaten
Elitesoldaten (engelsk originaltitel: Heartbreak Ridge) er en amerikansk film fra 1986 i Technicolor, instrueret og produceret af Clint Eastwood, som også har hovedrollen som krigshelt. Andre større roller indehaves af Mario Van Peebles, Marsha Mason og Everett McGill. Filmen havde premiere I USA den 5. december 1986. Plottet omfatter handlinger, foretaget af en lille gruppe amerikanske marinesoldater under invasionen af Grenada i 1983. Filmen er delvis optaget på denne ø.
Titlen refererer til Slaget ved Heartbreak Ridge under Koreakrigen. Den soldat, som Eastwoods rolle bygger på, modtog en Medal of Honor for sine bedrifter i den amerikanske hær, selv om han i filmen gør tjeneste i marinen.
Filmen er krediteret for at være film nr. 1000, der blev optaget i Dolby Stereo.

## Plot
Sergent Thomas Highway (Clint Eastwood) nærmer sig tiden for sin pensionering fra marinekorpset, men får mulighed for at vende tilbage til sin gamle enhed. På busturen til destinationen stifter han bekendtskab med "Stitch" Jones (Mario Van Peebles), en wannabe rockmusiker, som låner penge til en sandwich under et ophold, men også stjæler Highways busbillet, således at denne bliver efterladt. Han når derfor forsinket frem til basen.
Major Malcolm Powers (Everett McGill), som er "skrivebordssoldat" uden kamperfaring, opfatter Highway som en anakronisme i et moderne marinekorps og overfører ham til posten som leder af en rekognosceringsstyrke. I styrken er en korporal, selvsamme Stitch Jones, som har bestjålet Highway.
Highway bliver i starten upopulær blandt de underordnede på grund af hans hårdhændede træning, som skal bringe dem i form. Da deres klager ikke gør indtryk på Highway, udtænker de en sammensværgelse, hvor en stor muskuløs mariner af svensk herkomst, "Swede" Johanson (Pete Koch), der netop er løsladt fra arresten, skal gennembanke Highway, men da denne i stedet vinder kampen, får han støtte og respekt fra "Swede", som hjælper ham med træningen. Efterhånden vinder han alle mændenes respekt, mens hans træningsmetoder bliver misbilliget af major Powers og dennes stabssergeant Webster (Moses Gunn). Disse består blandt andet i at affyre en AK-47 over mandskabets hoveder for at gøre dem fortrolige med våbnets lyd. Highway bliver blandt andet støttet af sin gamle ven fra Koreakrigen Choozoo (Arlen Dean Snyder), som er ledende officer på basen, og da hans mænd finder ud af, at han tidligere er blevet tildelt Medal of Honor i Koreakrigen, vinder han deres respekt og får deres støtte mod Powers og Webster.
Highways bataljon bliver overført til Grenada, hvor de kommer under heftig beskydning. Highway improviserer og beordrer Jones til at bruge en bulldozer som dækning for et fremstød, hvor hans gruppe ødelægger en fjendtlig maskingeværpost. Herefter lykkes det dem at redde en gruppe amerikanske studenter fra et medicinsk fakultet. Senere bliver deres radiotelegrafist (Tom Villard) dræbt og hans radio ødelagt, således at de er uden kommunikation med de øvrige amerikanske styrker. Ved hjælp af en telefon lykkes det imidlertid at foretage et opkald til Camp Lejeune i North Carolina, hvor mandskabet skaffer luftvåbnets støtte til at redde dem ud af deres håbløse stilling. De tager en fjendtlig styrke til fange mod Powers udtrykkelige ordre, hvorefter denne truer med en krigsret. Oberst Meyers belærer imidlertid Powers om, at mandskabet har udvist modigt initiativ og kampånd, og da de vender tilbage til USA bliver de fejret som helte.

## Medvirkende
- Clint Eastwood som Thomas Highway
- Marsha Mason som hans fraskilte hustru Aggie
- Everett McGill som major Malcolm A. Powers
- Moses Gunn som Luke Webster
- Eileen Heckart som Mary Jackson
- Mark Mattingly som Franco "One Ball" Peterson
- Bo Svenson som Roy Jennings
- Boyd Gaines som løjtnant M.R. Ring
- Mario Van Peebles som korporal "Stitch" Jones
- Pete Koch som sergeant "Swede" Johanson
- Richard Venture som oberst Meyers
- Peter Jason som Major Devin

## Produktion
James Carabatsos, som selv var veteran fra Vietnamkrigen, skrev manuskriptet inspireret af indsatsen fra en deling fra 82nd Airborne Division, som havde benyttet en mønttelefon til at anmode om hjælp, da de var blevet fanget i krydsild under invasionen af Grenada og baserede desuden historien på en veteran fra Koreakrigen, som ønskede at viderebringe sine værdier til en yngre generation soldater. Warner Bros. fremsendte manuskriptet, som de havde interesse for, men vanskeligt ved at finde en egnet skuespiller til at spille hovedrollen i, til Universal, som kontaktede Eastwood. Denne fattede interesse for manuskriptet og bad sin producer, Fritz Manes, om at kontakte den amerikanske hær med forespørgsel om at få lov til optage filmen på Fort Bragg. Carabatsos trak sig ud af projektet i utilfredshed med de ændringer, som Eastwood ønskede og efter flere forsøg på en løsning, udfærdigede Dennis Hackin, der havde skrevet manuskriptet til Bronco Billy og Joseph Stinson (Dirty Harry vender tilbage)
Imidlertid afslog repræsentanter for hæren anmodningen, primært fordi Highway var skildret som en stærkt fordrukken veteran, der brugte upassende bandeord, var skilt fra sin kone og anvendte uortodokse metoder i træningen af mandskabet.
Eastwood forespurgte nu om støtte hos United States Marine Corps, som meddelte, at det havde vise forbehold overfor dele af manuskriptet, men alligevel ville hjælpe med produktionen. Derfor blev handlingen flyttet til marinen, hvilket gav problemer med at forklare, hvorfor hovedpersonerne havde deltaget i Slaget ved Heartbreak Ridge, som fortrinsvis involverede hæren. I filmen forklares dette paradoks dog af Choozoo, som fortæller Jones, at han sammen med Highway gjorde tjeneste ved infanteriet, og at de først senere blev overflyttet til marinen. Marine Corps tillod nu, at der måtte optages scener til filmen ved Camp Pendleton. Senere trak marinen dog støtten til filmen tilbage, fordi de ledende officerer var fremstillet I et negativt lys. Argumentet var blandt andet, at Highway, som havde modtaget en Medal of Honor, i virkeligheden ville have fået friere spil til at gennemføre sin træning. Også forsvarsministeriet havde oprindelig støttet projektet, men trak denne tilbage efter at repræsentanter for ministeriet havde set forpremieren i november 1986. Da man pegede på, at det var hæren, men ikke marinen, der havde reddet de medicinstuderende, fik Eastwood nok af de militære lederes brok og truede med at klage til Ronald Reagan, hvis de ikke ville lade ham være i fred. I stedet blev filmen optaget i sommeren 1986 ved Camp Talega (barakkerne), Chappo Flats og Camp Pendleton Marine Corps Base ved Solana Beach samt Vieques Island i Puerto Rico.
Scenen med bulldozeren og befrielsen af de amerikanske studerende er baseret på virkelige begivenheder under invasionen, ligesom scenen med telefonopkaldet fra en telefonboks.
Eastwood fik $6 millioner i honorar for at instruere og spille hovedrollen i filmen.

## Musik og soundtrack
Musikken til filmen var originale kompositioner af den amerikanske saxofonist Lennie Niehaus i samarbejde med Desmond Nakano. Skuespilleren Mario Van Peebles skrev "Bionic Marine" og "Recon Rap", samt "I Love You (But I Ain't Stupid)" (i samarbejde med Desmond Nakano).

## Modtagelse

### Anmeldelser
På trods af militærets forbehold blev filmen generelt positivt modtaget. Blandt andre af Roger Ebert fra Chicago Sun Times, som bemærkede, at den "har lige så megen energi og farve som de bedste action film i år, ligesom den har en virkelig fængslende dialog."  Paul Attanasio fra Washington Post hyldede den og anbefalede den til "..alle de mennesker, som har en umættelig appetit på denne type tough-man-tender-chicken melodrama, som kan se frem til at nyde Clint stå frem foran alle disse unge rødder og overgå dem i løb, skydning, druk og nævekamp, og på denne måde give et bud på, hvad det betyder at være . . . marinesoldat." Rita Kemple fra samme avis havde dog et andet synspunkt og betegnede den ganske vist som underholdende, men også som "en endeløs, tom rævegrav." Variety magazine’s anmelderteam mente, at filmen var yderligere en tilføjelse til Clint Eastwoods samling af årgangsvine.  Vincent Canby fra The New York Times var især tilfreds med Eastwoods performance, som han betegnede som "en af hans bedste optrædener nogensinde. Den er morsom, afslappet, tilsyneladende udført uden at han anstrenger sig, en af de præstationer, som adskiller denne skuespiller, der virkelig fortjener stjernestatus fra den type, der går 12 på dusinet af."

### Priser
Filmen vandt BMI Film Music Award for Lennie Niehaus' musik og Image Award i kategorien Outstanding Supporting Actor in a Motion Picture for Mario Van Peebles' rolle. Elitesoldaten blev ligeledes nomineret til en Academy Awards for Best Sound for Les Fresholtz, Dick Alexander, Vern Poore og Bill Nelsons arbejde.

### Indtjening
Filmen blev vist i 1.647 biografer i USA, da den blev vist flest steder samtidig, og den indspillede for $8.100.840 i åbningsweekenden. I løbet af den første weekend var filmen den næstmest indtjenende efter Star Trek IV - Rejsen tilbage til Jorden. Indtjeningen faldt 41% i den anden uger, hvor den indspillede for $4.721.454. I løbet af den sidste uge, hvor den gik i biograferne, indspillede den for $1.040.729. Den endte med at sælge for $42.724.017 i billetindtægter i løbet af de syv uger, hvor den gik i de amerikanske biografer og sammenlagt $121.700.000. Den rangerede som den 18. bedst indtjenende film i 1986.

### Udgivelser
Filmen blev oprindeligt udgivet på VHS 1. april 1992. Region 1 kode widescreen-udgaven af filmen blev udgivet på DVD i USA 1. oktober 2002. Widescreenudgaven blev udgivet på Blu-ray i USA 1. juni 2010.

### Danske udgivelser
- Eliot, Marc (2010). Clint Eastwood. København: Nyt Nordisk Forlag/ Arnold Busck. ISBN 9788717041370.
- Richard Schickel (1998):Clint Eastwood : en biografi. Bind 1-2

### Engelske udgivelser
- Hughes, Howard (2009). Aim for the Heart. London: I.B. Tauris. ISBN 978-1-84511-902-7.
- Munn, Michael (1992). Clint Eastwood: Hollywood's Loner. London: Robson Books. ISBN 0-86051-790-X.
- Official website Arkiveret 29. september 2020 hos  Wayback Machine